# Sneeuberg
Le Sneeuberg, ou massif des Sneeuberge (littéralement « montagnes enneigées »), est un massif montagneux d'Afrique du Sud traversant les provinces du Cap-Oriental, du Cap-Occidental et du Cap-Nord. Il se rattache aux régions arides et semi-arides du sud-ouest de l'Afrique du Sud (le Karoo au sens large). Le Sneeuberg forme un maillon important du Grand Escarpement africain en Afrique du Sud.

## Géographie

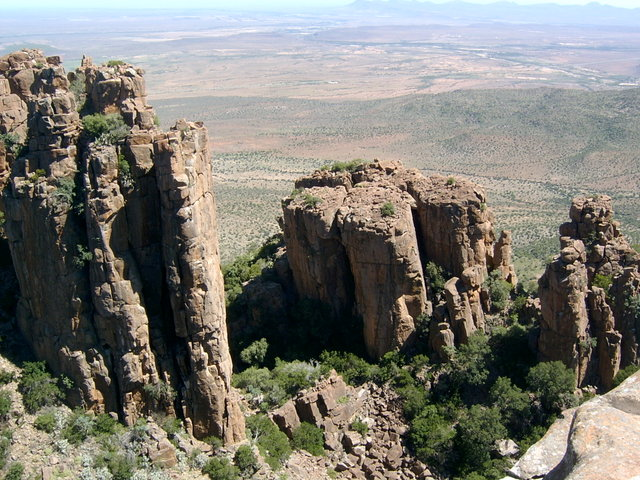
Extrémité sud du massif du Sneeuberg dans le parc national de Camdeboo.

### Topographie
Seules quelques crêtes des Sneeuberge portent un nom : on trouve ainsi au sud les montagnes de Koueveld (2 388 m) et les montagnes de Kamdeboo (1 804 m). Le Kompasberg (2 504 m) est le point culminant du massif. Il a été baptisé en 1778 par le colonel Robert Jacob Gordon au cours d'une mission de reconnaissance des confins de la Colonie du Cap dirigée par le gouverneur Joachim van Plettenberg. Les plateaux du massif s'étagent entre 1 800 et 2 100 m d'altitude.
Ce massif divise la plaine vallonnée de la steppe du Karoo au Nord, à l'ouest (zone de Nelspoort) et au sud (plaines de Camdeboo, et au sud-est, via une route de col, le massif du Bankberg). À l'est, les plissements du Sneeuberg viennent s'évanouir dans le bassin de la Great Fish River.

### Hydrologie
Le ruissellement des eaux se fait essentiellement par le versant nord, du bassin hydrographique du fleuve Orange vers l'océan Atlantique. Il est assuré par la Seacow River et quelques-uns de affluents.
La Klein Brakrivier permet le ruissellement vers l'est jusqu'à la Great Fish River. Au sud, les eaux sont collectées essentiellement par la Sundays River. La Kariega River, dans l'ouest du massif, se déverse dans la Groot River, affluent du Gamtoos qui se jette dans l’océan Indien.
L'érosion des sols provoquée par l'action torrentielle est considérable. Le charriage de sédiments faits d'un mélange de graviers, de sables et de limons affecte l'activité économique et réduit les parcelles cultivables. Certains fermiers doivent intégrer le déblai de ces sédiments dans leur planning annuel.
Le charriage forme des ravines (gullys) entaillant profondément le massif et contribue à modifier à grande échelle la végétation naturelle. Le ravinement et le remaniement des sols donne lieu à des travaux cartographiques incessants. L'étude de la dynamique des ravines du Sneeuberg remonte à la fin des années 1930, période de fortes pluies où les cultures ont beaucoup souffert de l'érosion,,.

### Géologie
Le massif du Sneeuberg se rattache au supergroupe du Karoo. Il est formé de roches sédimentaires du groupe de Beaufort : grès et argilites. En plusieurs endroits, les couches sédimentaires laissent affleurer des intrusions de dolérite typiques du complexe du Karoo (sous forme de dykes et de sills).

### Végétation

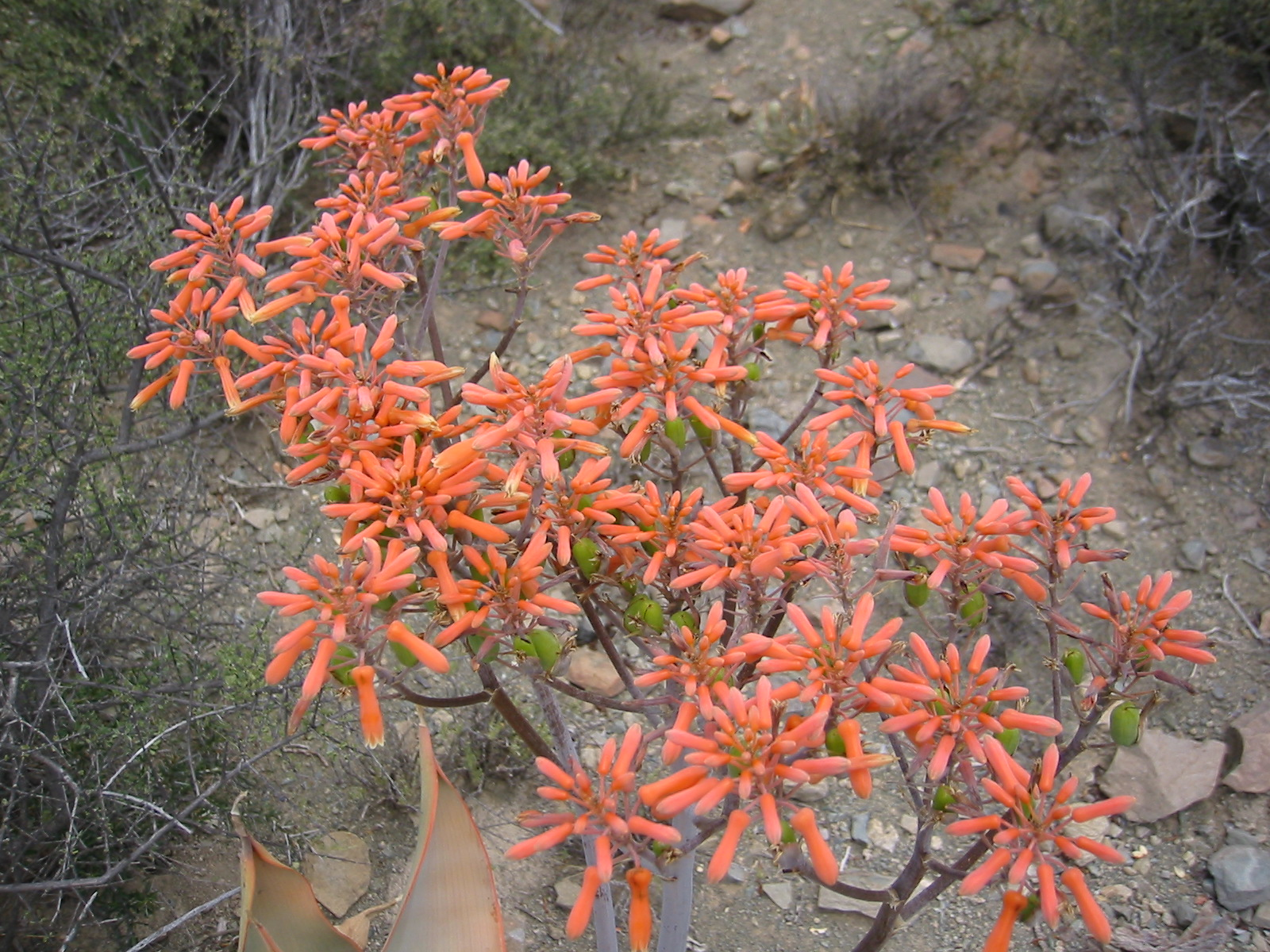
Touffe d'épineux non loin de Graaff-Reinet.

Le massif du Sneeuberg se caractérise par des paysages désolés. Le climat semi-aride du Karoo ne permet la croissance que d'une végétation sporadique adaptée. Le massif présente de vastes zones d'éboulis quasi-désertiques, où l'on ne trouve que quelques arbustes chétifs (dits Strauchkaroo) isolés. Sur les versants arrosés par les torrents de fonte, une savane herbue s'est développée, et il y a même des arbres dans les quelques gorges des rivières du massif. Les zones les plus luxuriantes se trouvent à l'est et au sud du massif. Les botanistes ont recensé 1 195 espèces végétales.
Une variété du Baguenaudier d'Éthiopie porte le nom de ce massif de montagnes : Lessertia sneeuwbergensis Germish.

### Agglomérations

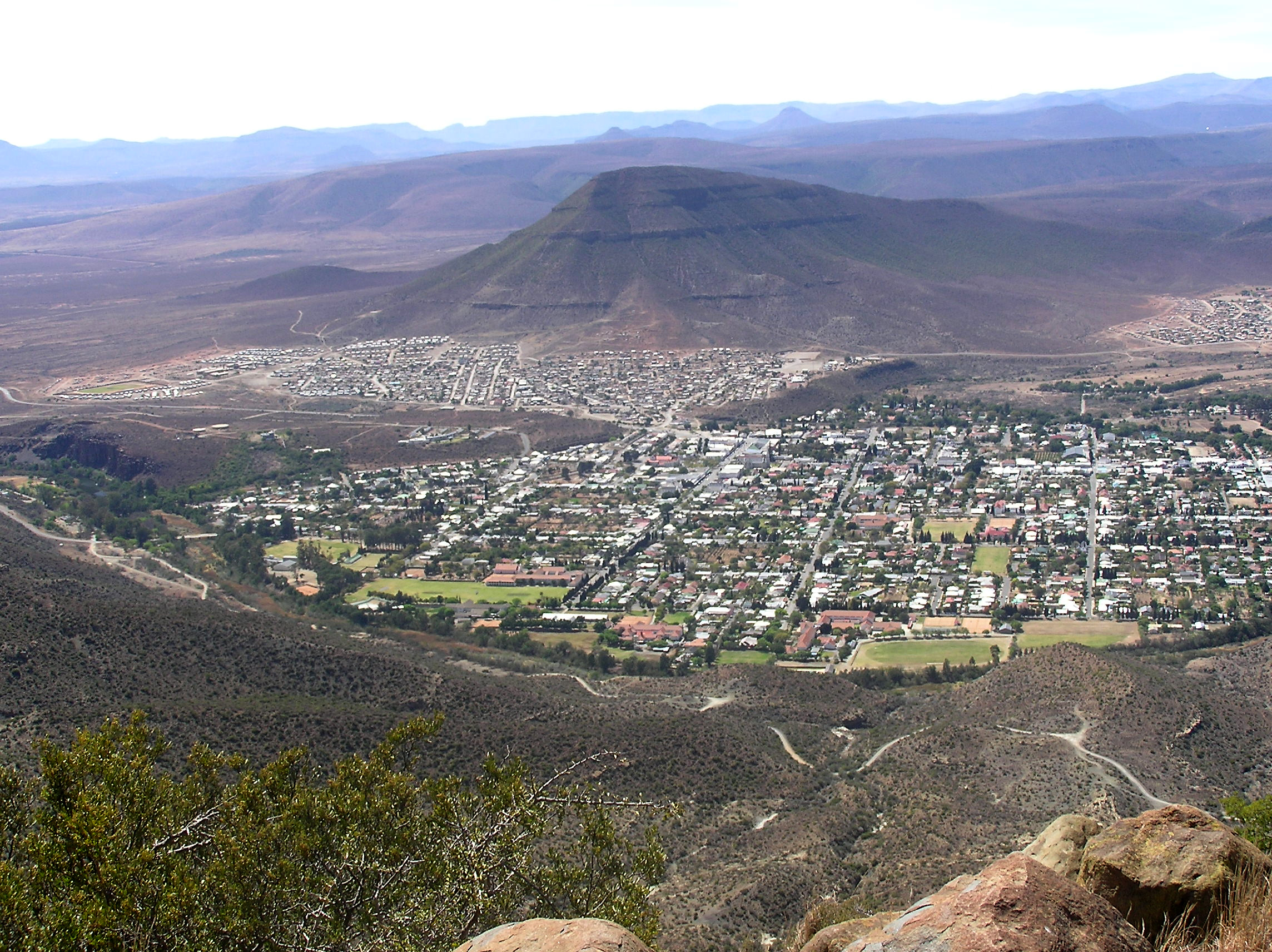
Panorama de Graaff-Reinet dans la Valley of Desolation.

Les plus grosses localités se trouvent au pied du massif, dans les vallées humides de la région du Sneeuberg : Murraysburg, Nieu-Bethesda, Bethesdaweg et Heydon. Les villes les plus proches, Graaff-Reinet et Middelburg, sont dans les plaines alentour.

## Activités

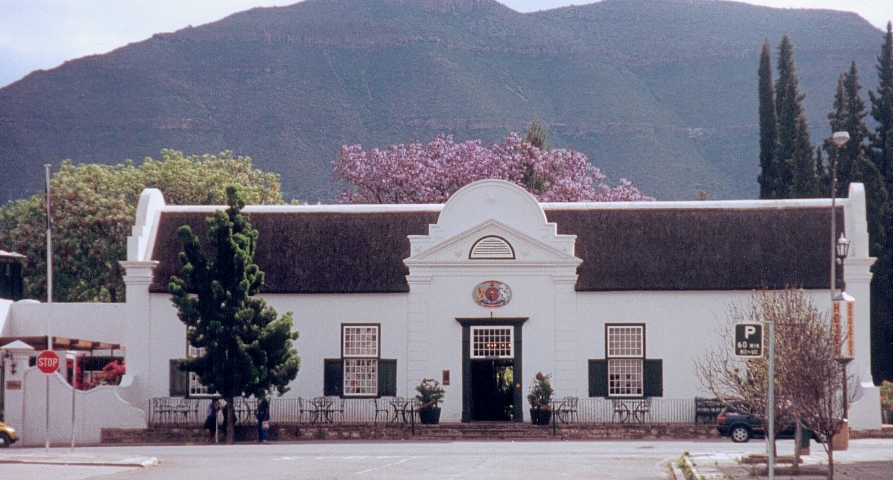
Architecture coloniale à Graaff-Reinet, au pied du versant méridional des Sneeuberge.

### Voies de communication
Le massif est traversé par une ligne de chemin de fer et la route nationale N9. Toutes deux desservent les villes de Graaff-Reinet et de Middelburg.
La route régionale R63 relie Graaff-Reinet à Murraysburg à l'ouest, par deux cols successifs. Le bourg carrefour de Betheshdaweg se trouve à l'intersection avec la R61 qui traverse les contreforts orientaux jusqu'à Cradock.
Les routes empruntent plusieurs cols :
- col de Lootsberg (1 789 m) ;
- col de Naudeberg (1 400 m) ;
- col de Wapadsberg (1 700 m) (menant au massif de Bankberg) ;
- col de Goliatskraal se Hoogte ;
- col d'Ouberg sur la R63, bifurcation vers Nieu-Bethesda.

### Activités économiques
Du fait des conditions climatiques, l'activité économique est peu développée. Dans une certaine mesure, le contexte géologique ainsi que l'hydrologie sont favorables à l'agriculture extensive. L'aménagement de fermes a contribué à l'anthropisation des sols et à la remontée des nappes. Elles ne font toutefois vivre qu'une poignée de familles. Les éleveurs produisent un peu de laine et en certains endroits, élèvent des mohair. Jusqu'à 1 600 m d'altitude, les vallées humides peuvent servir de pâturages pour ces troupeaux. Autrefois les fermiers parvenaient à faire pousser un peu de blé.
Parmi les principaux lacs artificiels figurent celui du barrage de Nqweba (autrefois appelé « barrage du col de Ryneveld ») à Graaff-Reinet et un barrage sur la Seacow River au nord du massif, au sud-est de Richmond. Il y a plusieurs autres petits lacs de retenue dans les vallées au nord du massif, utilisés par les fermiers pour l'irrigation.
La beauté des paysages et l'aménagement d'un parc national à Graaff-Reinet ont permis le développement d'activités de plein air pour les touristes.

### Curiosités touristiques

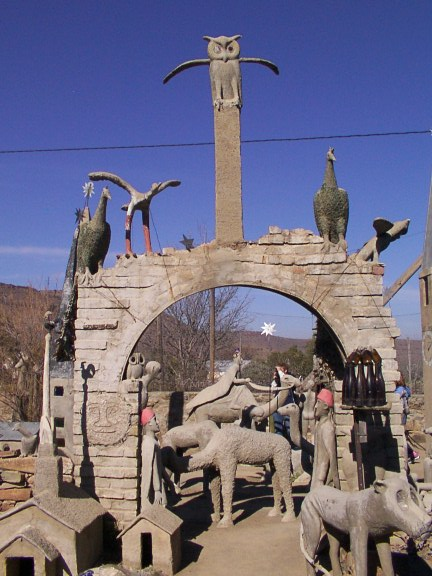
L'entrée du musée d’Owl House à Nieu-Bethesda

- The Owl House est un musée consacré à l’œuvre inspirée de la mystique Helen Martins[6]. Elle a été inaugurée en 1980.
- Le parc national de Camdeboo se trouve à l'extrémité sud du massif.
- La Valley of Desolation est un cirque aux parois abruptes, dont les cimes sont étrangement découpées.